# Djambala (distrikt)
Djambala är ett distrikt i Kongo-Brazzaville. Det ligger i departementet Plateaux, i den centrala delen av landet, 190 km norr om huvudstaden Brazzaville.